# لحلاف (لحلاف مزاب)
لحلاف هي إحدى مشيخات المملكة المغربية، تتبع جغرافيا لإقليم سطات وإداريًا للحلاف مزاب. يقدر عدد سكانها بـ 5335 نسمة حسب الإحصاء الرسمي للسكان والسكنى لسنة 2004.